# 羊郡镇
羊郡镇，是中华人民共和国山東省烟台市莱阳市下辖的一个乡镇级行政单位。

## 行政区划
羊郡镇下辖以下地区：
羊郡集村、桥头村、垛埠店村、西埠前村、中埠前村、东埠前村、滩港村、东朱皋村、西朱皋村、南道头村、北道头村、九家夼村、王家滩村、南羊郡村、东羊郡村、后羊郡村、翟家庄村、南杨家夼村、大黄家村、北黄家村、李家岚村、东辛庄村和车家疃村。